# 新南威爾斯州旗

長寬比: 1:2

現在的新南威爾斯州旗制定於1876年。新南威爾斯州旗基本上基於藍船旗設計，但在右側增加了一個白色圓形，白色圓形內部則是聖喬治十字的圖案。新南威爾斯州的首個州旗是在1867年制定的。